# 亚历山大·格列恰尼诺夫
亚历山大·蒂洪诺维奇·格列恰尼诺夫（俄語：Александр Тихонович Гречанинов，1864年10月25日—1956年1月3日），俄国浪漫主义作曲家，生于卡卢加，曾受教于塔涅耶夫和阿连斯基，与后者发生争执之后转投里姆斯基-科萨科夫，俄国革命之后曾留在国内数年，但是后来决定移居国外，先是在法国，然后到美国，直到以91岁高龄在纽约逝世。格列恰尼诺夫的作品是浪漫主义时期与20世纪的过渡期作品，體驗了俄国浪漫主义和民族乐派的深厚传统，其交响曲和宗教性合唱作品以及室内乐等都十分动听。